# باشگاه فوتبال مشعل
باشگاه فوتبال مشعل مبارک یک باشگاه فوتبال حرفه‌ای ازبکستانی مستقر در مبارک است.